# DS Andromedae
DS Andromedae är en förmörkande dubbelstjärna belägen i den mellersta delen av stjärnbilden Andromeda och ingår i den öppna hopen NGC 752. Den har en genomsnittlig skenbar magnitud av ca 10,52 och kräver ett teleskop för att kunna observeras. Baserat på parallax enligt Gaia Data Release 2 på ca 4,97 mas beräknas den befinna sig på ett avstånd av ca 657 ljusår (ca 201 parsec) från solen. Den rör sig bort från solen med en heliocentrisk radialhastighet av ca 2 km/s. Stjärnans maximala synliga magnitud, 10,44, sjunker till som minst 10,93 under primärstjärnans och till 10,71 under följeslagarens förmörkelse.

## Observation

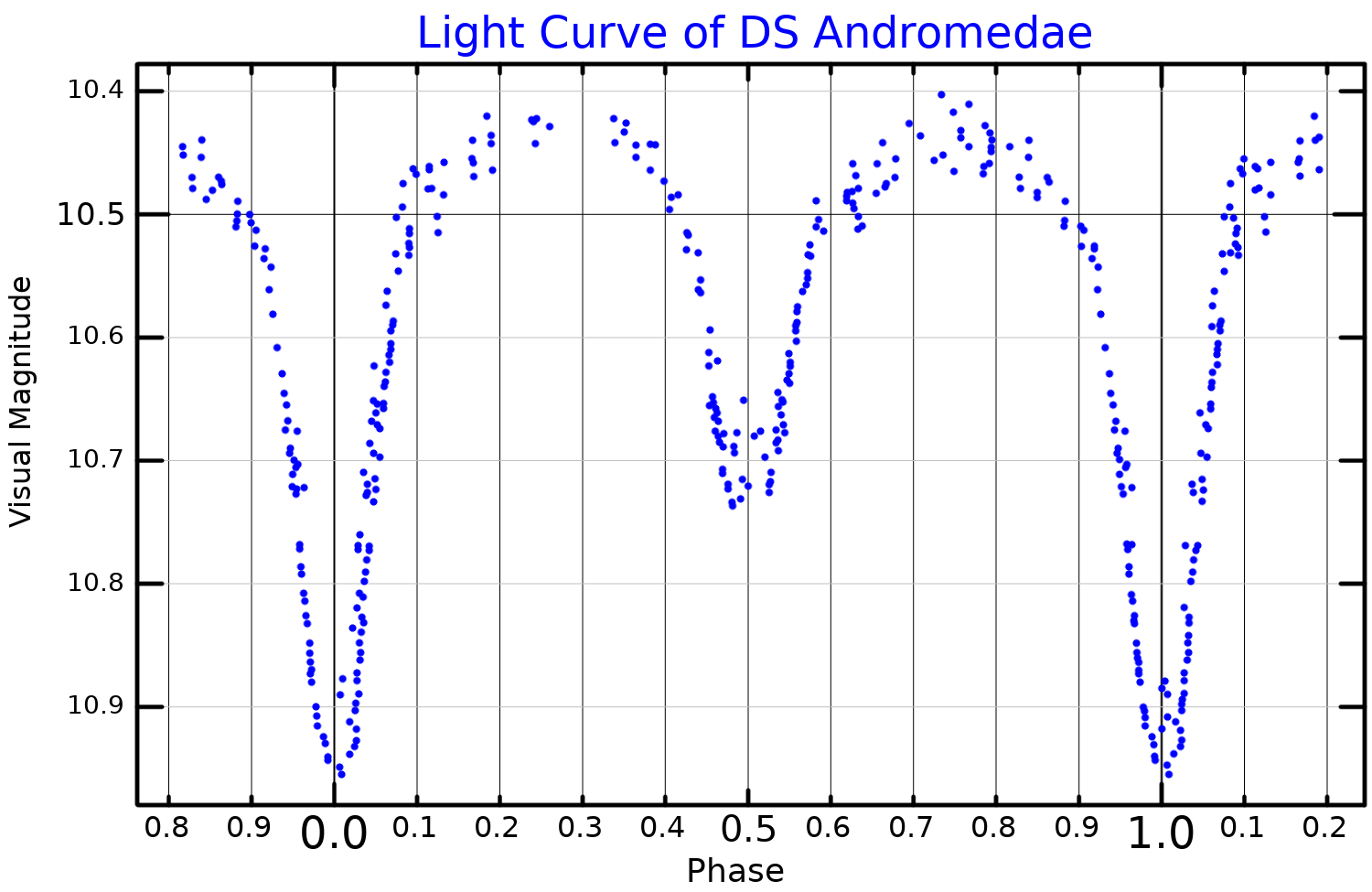
Ljuskurva i visuella bandet för DS Andromedae, anpassad efter Milone et.al.

A. Alksnis upptäckte variationen i DS Andromedas ljusstyrka år 1957, genom att mäta 60 fotografiska plåtar. Stjärnans ljuskurva visar en huvudförmörkelse när sekundärstjärnan passerar framför primärstjärnan, och en sekundärförmörkelse när det motsatta inträffar. Denna cykel upprepas med en periodicitet av drygt ett dygn. Eftersom systemet ses nästan exakt från sidan är sekundärförmörkelsen total, vilket möjliggör bestämning av följeslagarens spektraltyp. Primärförmörkelsen är ringformad eftersom den mindre följeslagaren passerar framför den varmare, ljusare primärstjärnan.
'DS Andromedae klassificeras som en Algolvariabel (fristående) stjärna i  the General Catalogue of Variable Stars, men anses ibland vara en Beta Lyrae-variabel (kontaktstjärna). 

## Egenskaper
Primärstjärnan DS Andromedae A är en gul till vit stjärna av spektralklass F3 IV-V vilket matchar bevisen för en stjärna som utvecklas utanför huvudserien och expanderar dess radie. Den har en massa av ca 1,6 solmassa, en radie av ca 2,1 solradier och utsänder energi från dess fotosfär motsvarande ca 8,3 gånger solen vid en effektiv temperatur av ca 6 800 K. Den är inte synlig i spektrumet för DS Andromedae A, men temperaturen och spektraltypen kan uppskattas utifrån skillnaden i ljusstyrka mellan de två komponenterna, bestämd från förmörkelserna.  
Följeslagaren CN Andromedae B är en gul till vit stjärna  i huvudserien av spektralklass G0 V. Den har en massa av ca 0,9 solmassa, en radie av ca 1,2 solradie och utsänder energi från dess fotosfär motsvarande ca 1,6 gånger solen vid en effektiv temperatur av ca 6 000 K.
De två stjärnorna är modellerade till att ha en skenbar magnitud på 10,62 respektive 12,47.